# 네이비 실

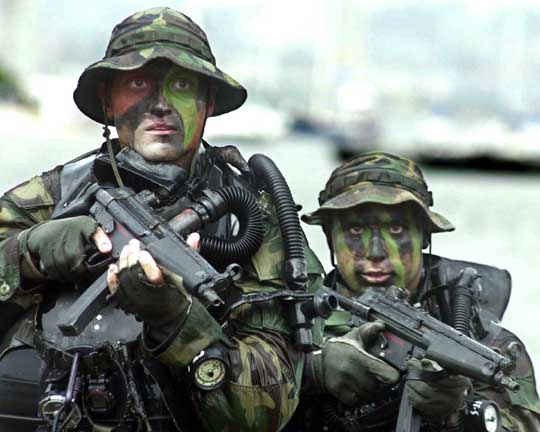
HK MP5 기관단총을 들고 물속에서 나온 네이비 실

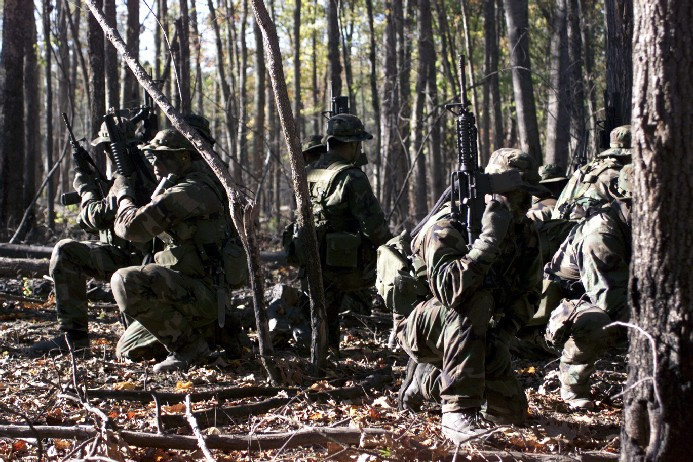
삼림지대에서의 작전을 수행하고있는 네이비 실

미합중국 네이비 실(영어: United States Navy SEALs, Navy SEALs)은 1962년 1월 1일, 케네디 대통령이 창군한 미국 해군의 특수부대를 말한다. SEAL은 Sea, Air and Land 즉 해상 공중 육지를 의미한다. 육해공 어디든 전투가 가능하다는 뜻이다.
비재래식전, 게릴라전, 대테러전, 인질 구출, 요인 암살, 특수 정찰 작전 등에 사용된다.
부대는 총 8개의 팀과 2개의 해상수송부대로 구성되어 있으며, 인원은 2,500명 정도이다
일반적으로 1개 SEAL Team 예하에는 약 8개의 소대(Platoon)가 있다.  소대(Platoon)라고 부르기는 하는데 육군과 해병대같은 일반보병부대들의 소대와는 성격과 구성 등이 매우 다르다.  씰팀 소속 1개의 소대(Platoon)에는 지휘관, 돌격요원, 저격수, 사수 등 16명 정도의 작전대원들이 있고, 작전대원 외에도 소대 본부, 각종 지원인원 등으로 구성되어 있다.
1개의 씰 팀 예하에 있는 각 소대들은 아래와 같이 색상이 붙여진 별명으로 임무가 나뉘기도 한다.
Black : 정찰소대,  Gray : 침투보트운용소대,  Red, Blue, Gold, Silver : 지상공격소대,

## 역사
현재와 같은 네이비 실이라는 부대는 1962년에 만들어졌지만, 그 뿌리는 제2차 세계대전 때인 1942년에 창설된 Scouts & Raiders와 NCDU(Naval Combat Demolition Units), UDT(Underwater Demolition Team) 이 세 부대로부터 시작된다. Scouts & Raiders는 미 육군과 해군의 합동부대로서 유럽 전선과 북아프리카에서 적의 해안을 기습타격하는 특공대였다. NCDU와 UDT는 미 해군의 단독부대들로서 유럽과 태평양에서 상륙작전에 앞선 수중 장애물 제거 및 해안정찰, 해안 기습타격 등의 임무를 수행했다. 이 중 NCDU의 선발훈련 중 극한의 1주일 교육이 바로 그 유명한 지옥주(Hell Week)의 시작이 된다.
2차대전 종전 후에 Scouts & Raiders 중 해군 인원들과 NCDU는 UDT로 흡수 통합되었고, 지옥주 등 NCDU의 주요 교육과정도 UDT교육으로 흡수되었다.
한국전쟁에서도 미해군 UDT는 큰 활약을 하는데, 수중침투와 수중장애물 제거, 해안 정찰 및 해안 기습타격 뿐 아니라, 때때로 해안 지역 뿐 아니라 더욱 내륙 깊숙히 침투해서 교량, 철도, 터널 등의 파괴, 병참선 교란 등을 수행하며 작전반경을 더욱 넓히게 되었다. 한국전쟁 때의 이러한 성과는 훗날 네이비 씰을 창설하게 되는 기반이 된다. 그리고 1962년에 드디어 해중/해상 작전 뿐 아니라 육상 특수전 능력과 공중침투 능력까지 완비한 네이비 씰이 창설되었고, 이때부터는 완전히 본격적인 육해공 전천후 특수부대가 된다.
네이비 씰 창설 멤버들은 기존의 UDT대원들이었다. 하지만 기존 UDT 부대를 완전히 해체하진 않았고, 씰로 가지 않은 나머지 대원들로 구성된 축소된 규모로 계속 존속하다가 1983년에 네이비 씰로 완전히 흡수되면서 UDT는 역사속으로 사라지게 된다.

## 지원 자격
- 미합중국 시민권자로서 19세 이상 28세 이하만 지원 가능.
- 미 해군에 속해 있는 남자만 지원 가능(미 해군 기초군사교육은 이미 수료한 상태이어야 가능).

## 훈련
- 1단계(8주) : 해상특수전 예비교육(Naval Special Warfare Preparatory School) - 기초체력을 증진시카는 과정이다. 샌디에고주 옆의 작은 섬에서 이루어지며, 모든 지원자들은 기초체력훈련 과정을 통과해야 한다. 2분 내 팔굽혀펴기 70회,  4마일(6.4km) 구보 31분, 1km 핀 수영[1] 20분 등의 기준을 통과해야 된다. 이 과정을 통과하면 BUD/S 본교육 과정에 입교한다. 이 기초체력평가에 탈락하면 다음 훈련 단계에 참여시키지 않으며, 가차없이 귀가시킨다.
- 2단계(27주) : 버지트레이닝, 기초수중폭파/특수전(BUD/S: Basic Underwater Demolition/SEAL) - 입문과정과 3개의 본교육 과정으로 나뉜다.
  - 입문과정(3주): Orientation - 이 기간 동안 3주 동안 그 유명한 UDT 체조(BUD/S P.T.)를 익히고, 유격훈련인 장애물 극복훈련을 받으며, 부대 역사하고 체계, 임무 등에 대한 공부에다 주의사항 숙지 등 각종 정신교육도 받는다.
  - 제1과정(7주) : 신체강화훈련(Physical Conditioning) - 장거리 전투수영에다 고무보트 훈련을 하고, 해상에서 위치하고 방향을 잡는 수로측량법도 배운다. 마지막 1주가 그 유명한 지옥주(Hell Week) 과정으로, 6일 동안 진행되며, 4시간 정도의 취침 시간 정도만 주어지는데, 이 과정에서 3명 중 2명은 중도 탈락한다. 이 과정은 전 세계 여러 특수부대들의 롤모델이 되어 컴뱃 다이버 교육과정들에도 도입되었다.
  - 제2과정(8주) : 군사용잠수훈련(Combat Diving) - 손발이 묶인 상태로 물속에서 생존하는 훈련을 받게 되며, 수상사고에 대한 기초 구급법, 실전에서 사용하는 수중전투기술도 배운다.
  - 제3과정(9주) : 육상전투과정(Land Warfare)  - 기본 병기 운용법, 사격술, 폭파, 독도법, 정찰, 레펠링, 기초적인 소부대전술 등을 배운다.
- 3단계(7주) : 해군강하학교(Parachute Jump School) - 각종 무기 사용법, 폭파 기술, 후부대 전술 등의 메뉴얼을 익힌다. SEAL 자체 기본공수 및 고공강하(HALO/HAHO) 교육과정으로 2010년에 도입하였다.
- 3단계(5주) : 해군공수교육(Navy Seal & SWCC) - 뛰어내릴 때 낙하산이 자동으로 펴지는 공수기본훈련, 고공에서 강하하여 스스로 낙하산을 펴야 하는 고공강하교육까지 동시에 받는다.
- 4단계(26주) : 씰 자격교육(SQT: SEAL Qualification Training) - 본격적으로 특수전에 관해 교육받는 과정으로, 실전사격에다 특수전 전술 훈련 과정을 거친다. 각종 생존 훈련도 이루어지는데, 훈련 장소는 무인도부터 정글, 사막, 산, 혹한의 그린란드와 알래스카, 태평양 한 가운데까지 매우 다양하다. 이 SQT 교육기간 동안 CQC, 비무장 전투, 알래스카 설한지 훈련, 해상 작전, 전술적 전투 사상자 처치(TCCC) 등 실전적인 사격훈련과 심화된 특수전 전술을 배운다. SQT 과정이 끝나기 전, 약 10일 정도의 생존·도피·저항·탈출(SERE) 교육을 이수한다.
- 장교과정(5주) : JOTC(Junior Officer Training Course) - 장교의 경우 SQT 과정에 들어가기 전, 약 5주간의 SEAL 장교 과정과 어학교육(Language Training)을 추가적으로 받는다. 리더십, 사업 진행 방법, 스피치 및 브리핑 스킬 등을 배운다고 한다.

여기까지 총 62주(1년 2개월)간의 훈련과정을 무사히 완수하면 SEAL 휘장을 받고 정식으로 SEAL 대원이 되지만 이는 단순히 휘장만 받는 것으로, 작전팀에 실제로 배치되고 투입되려면 총 3단계의 씰 부대 교육(SEAL Troop Training)을 마쳐야 한다.
훈련 강도는 상상을 초월하며, 최종 과정에서 훈련생 10명 중 8명은 중도 탈락할 정도로 훈련이 아주 혹독하다.
이상의 훈련과정 중 특히, 1주일간 잠을 안 재우고 극한의 고통을 경험하게 하는 지옥주(Hell Week) 과정이 유명하다(통과율 40%).
이 지옥주 과정은 한국 해군 UDT 교육과정에도 그대로 도입되었고, 한국 UDT 교육과정에 위탁교육 들어온 타군 특수부대원들에 의해 각 부대들의 수중침투 교육과정들(해병수색교육, 특전사해척조교육, UDU 밀봉교육 등)에도 전파되었다.

## 관련 사례
2001년, 미국 민주당 차기 대권주자로 거론되는 밥 케리 전 상원의원(네브래스카 출신)이 자신이 현장지휘한 네이비 실 요원들이 베트남 양민 20여명을 학살했다고 양심고백을 하였다. 자신이 살해를 지시하였으나, 메콩강 유역 탄퐁 마을을 순찰하던 중 시야가 제로상태인 어둠 속에서 발생한 우연한 사고였다고 말했다. 또한 32년간 전쟁영웅으로 묘사한 것에 대해 양심의 가책을 느꼈다고 말했다. 그는 그 학살사건의 공로로 브론즈 메달을 수여받았다. 그러나 당시 부대원인 거하드 클랜은 "부대원 7명이 민간인을 한곳에 모아 학살했으며 유일하게 아기 한명만 살아 남았다"고 주장했다.
2004년 4월 12일자 타임지와 영국 일간지 인디펜던트에 따르면, 이라크 주둔 영국군 수 보다 많은 8700명 이상의 용병이 이라크에서 경호요원으로 활동한다고 추산하는 전문가도 있다고 전했다. 미국 국방부는 세계적 업체 20여개 가운데 상당수가 이라크에서 활동하는 것으로 파악하고 있다. 이들은 네이비 실이나 영국 육군의 공수특전부대인 SAS 등 세계 유수의 특수부대 출신들로 구성되어 있으며, 하루 125만 원의 수입을 얻고 있다고 한다.
2005년 7월 18일자 뉴스위크 지에는 네이비 실이 부대 창설 43년 만에 2류로 추락할 위기에 처했다고 보도되었다. 특히 2005년 6월 28일, 아프가니스탄 동부 쿠나르 산악지대에서 알카에다 소탕작전을 수행하던 중 19명의 네이비 실 대원을 잃은 것은 2001년 이후 미군의 단일 작전으로는 최악의 실패로 기록되고 있다. 미국 육군의 특수부대인 그린베레나 델타 포스는 직접 타격 작전 이나 교전 임무를 수행하는 반면, 네이비 실은 이라크 등지에서 요인 경호나 구출 작전만 하고 있을 뿐이었다. 그래서 아프가니스탄 작전을 통해 모처럼 건재를 과시할 기회를 얻었으나, 결국 그 작전이 크게 실패하면서 부대의 명예가 크게 실추되었다는 것이다.
2007년 8월, 2007년 탈레반 한국인 납치 사건에서 미국의 대테러부대와 미국이 교육시킨 아프간 정부군 특수부대가 인질 구출 작전이 동원될 수도 있다고 보도되었다. 미군의 대테러부대는 미국 육군의 델타 포스와 미국 해군의 데브그루를 의미한다. 한국의 대테러부대를 투입하자는 논의도 있었으나 실행되지는 않았다. 한국의 대테러부대는 육군 특전사의 707특수임무대대와 해군 특수전전단의 대테러특임대가 있다. 세계 각국은 영국의 SAS를 본따서, 소규모 저강도 분쟁, 즉 대테러전을 위한 특수부대를 보유하고 있다. 이들은 테러범들에 억류된 인질을 구출하는 임무를 특별히 훈련한 부대로서, 전 세계에 신속히 보낼 수 있는 용도로 만들어졌다. 보통 대테러부대로 부르며, 대테러 특수부대의 효시는 영국 육군의 SAS이다.

## 관련 매체
- 시드 마이어의 문명 IV PC 게임에서, 네이비 실은 미국만이 가진 특수한 무기로 나온다.
- 2003년의 영화 태양의 눈물은 네이비 실의 구출 작전이 주된 내용이다. 혼인으로 국적을 취득한 단 한 명의 자국민을 구출하기 위해 항공모함에서 네이비 실이 투입된다.

## 같이 보기
- 대한민국 해군 특수전전단
- 수중 폭파대
- 태양의 눈물